# Liste spanischer Schriftsteller
Die folgende Liste beinhaltet ausschließlich Schriftsteller aus Spanien. Autoren aus Lateinamerika finden sich in der allgemeineren Liste spanischsprachiger Schriftsteller.

## A
- Domingo Acosta Guión (1884–1959)
- Rosario de Acuña (1851–1923)
- Pedro Antonio de Alarcón (1833–1891)
- Leopoldo Alas (unter Clarín, 1852–1901)
- Leopoldo Alas Mínguez (1962–2008)
- Rafael Alberti (1902–1999)
- Ignacio Aldecoa (1925–1969)
- Vicente Aleixandre (1898–1984)
- Mateo Alemán (1547–1613)
- Luis Algorri (* 1958)
- Dámaso Alonso (1898–1990)
- Manuel Altolaguirre (1905–1959)
- Kiko Amat (* 1971)
- Núria Añó (* 1973)
- Fernando Aramburu (* 1959)
- Rafael Arozarena (1923–2009)
- Francisco Asensi (1936–2013)
- Manuel Asur (* 1947)
- Max Aub (1903–1972)
- Francisco Ayala (1906–2009)

## B
- Pío Baroja (1872–1956)
- Vicente Barrantes (1829–1898)
- Gustavo Adolfo Bécquer (1836–1870)
- Jacinto Benavente (1866–1954)
- Juan Benet (1927–1993)
- Vicente Blasco Ibáñez (1867–1928)
- Juan Bonilla (* 1966)
- Francisco Brines (1932–2021)

## C
- Fernán Caballero (1796–1877)
- Jaume Cabré (* 1947)
- José Cadalso (1741–1782)
- Pedro Calderón de la Barca (1600–1681)
- Jorge Camacho (* 1966)
- Matilde Camus (1919–2012)
- Francisco Casavella (1963–2008)
- Ángeles Caso (* 1959)
- Michel del Castillo (1933–2024)
- Rosalía de Castro (1837–1885)
- Camilo José Cela (1916–2002)
- Javier Cercas (* 1962)
- Luis Cernuda (1902–1963)
- Miguel de Cervantes (1547–1616)
- Rosa Chacel (1898–1994)
- Rafael Chirbes (1949–2015)
- Clarín (Pseudonym für Leopoldo Alas, 1852–1901)
- Antonio Coello (1611–1652)
- Flavia Company (* 1963)
- Victoriano Crémer (1906/1907–2009)

## D
- Miguel Delibes (1920–2010)
- Gerardo Diego (1896–1987)
- Luis Mateo Díez (* 1942)

## E
- José Echegaray (1832–1916)

## F
- Bernardino Fernández de Velasco (1783–1851)
- Leandro Fernández de Moratín (1760–1828)
- Eva Forest (1928–2007)
- Espido Freire (* 1974)

## G
- Juan Nicasio Gallego (1777–1853)
- Ángel Ganivet (1865–1898)
- Agustín García Calvo (1926–2012)
- Federico García Lorca (1898–1936)
- Adelaida García Morales (1945–2014)
- Francisco García Pavón (1919–1989)
- Carlos Garrido (* 1950)
- Jaime Gil de Biedma (1929–1990)
- Enrique Gil y Carrasco (1815–1846)
- Alicia Giménez Bartlett (* 1951)
- Pere Gimferrer (* 1945)
- Francisco Giner de los Ríos (1839–1915)
- Agustín Gómez Arcos (1933–1998)
- Ramón Gómez de la Serna (1888–1963)
- Luis de Góngora (1561–1627)
- Ángel González (1925–2008)
- Pablo González Cuesta (* 1968)
- Juan Gorraiz (* 1954)
- José Agustín Goytisolo (1928–1999)
- Juan Goytisolo (1931–2017)
- Luis Goytisolo (* 1935)
- Baltasar Gracián (1601–1658)
- Almudena Grandes (1960–2021)
- Jorge Guillén (1893–1984)
- Àngel Guimerà (1845–1924)

## H
- Chrysostomus Henriquez (1594–1632)
- Miguel Hernández (1910–1942)
- José Hierro (1922–2002)

## I
- Irene X (* 1990)
- Tomás de Iriarte (1750–1791)

## J
- Enrique Jardiel Poncela (1901–1952)
- José Jiménez Lozano (1930–2020)
- Juan Ramón Jiménez (1881–1958)
- Gaspar Melchor de Jovellanos (1744–1811)
- José Luis de Juan (* 1956)

## L
- Carmen Laforet (1921–2004)
- Luis Landero (* 1948)
- Mariano José de Larra (1809–1837)
- Julio Llamazares (* 1955)
- Ray Loriga (* 1967)

## M
- Antonio Machado (1875–1939)
- Manuel Machado (1874–1947)
- Salvador de Madariaga (1886–1978)
- Juan Madrid (* 1947)
- José Ángel Mañas (* 1971)
- Jorge Manrique (1440–1479)
- Joan Margarit (1938–2021)
- Javier Marías (1951–2022)
- Juan Marsé (1933–2020)
- Carmen Martín Gaite (1925–2000)
- Inés Martín Rodrigo (* 1983)
- Luis Martín-Santos (1924–1964)
- Ana María Matute (1925–2014)
- José Mendiluce Pereiro (1951–2015)
- Baltasar Elisio de Medinilla (1585–1620)
- Eduardo Mendoza (* 1943)
- Ricardo Menéndez Salmón (* 1971)
- José María Merino (* 1941)
- Miguel Mihura (1905–1977)
- Juan José Millás (* 1946)
- Asha Miró (* 1967)
- Gabriel Miró (1879–1930)
- Ana María Moix (1947–2014)
- Terenci Moix (eigentl. Ramón Moix, 1942–2003)
- Vicente Molina Foix (* 1946)
- Jorge de Montemayor (um 1520 – 1561)
- Rosa Montero (* 1951)
- José Antonio Muñoz Rojas (1909–2009)

## N
- Airas Nunes (um 1230 – 1289)

## O
- José Ortega y Gasset (1883–1955)
- Blas de Otero (1916–1979)

## P
- Josep Palau i Fabre (1917–2008)
- Leopoldo María Panero (1948–2014)
- Emilia Pardo Bazán (1851–1921)
- Abel Paz (1921–2009)
- Benito Pérez Galdós  (1843–1920)
- Arturo Pérez-Reverte (* 1951)
- Jacinto Octavio Picón (1852–1923)
- Ramiro Pinilla (1923–2014)
- Josep Pla (1897–1981)
- Álvaro Pombo (* 1939)
- Marta Portal (1930–2016)
- Emilio Prados (1899–1962)
- Soledad Puértolas (* 1947)

## Q
- Francisco de Quevedo (1580–1645)
- Luis Quiñones de Benavente (1581–1651)
- Elena Quiroga (1921–1995)

## R
- Dolores Redondo (* 1969)
- Rosa Regàs (1933–2024)
- Carme Riera (* 1948)
- Mercè Rodoreda (1908–1983)
- Garci Rodríguez de Montalvo (um 1440 – 1504)
- Salvador Rueda (1857–1933)
- Carlos Ruiz Zafón (1964–2020)

## S
- Javier Salinas (* 1972)
- Pedro Salinas (1891–1951)
- Félix María Samaniego (1745–1801)
- José Luis Sampedro (1917–2013)
- Clara Sánchez (* 1955)
- Jesús Sánchez Adalid (* 1962)
- José Sánchez de Murillo (* 1943)
- José María Sánchez Silva y García Morales (1911–2002)
- Manuel Sánchez Cuesta (* 1942)
- Rafael Sánchez Ferlosio (1927–2019)
- Alfonso Sastre (1926–2021)
- Fernando Savater (* 1947)
- Jorge Semprún (1923–2011)
- Ramón J. Sender (1901–1982)
- Jordi Sierra i Fabra (* 1947)
- Leticia Sigarrostegui García (* 1975)
- Miquel Silvestre (* 1968)
- Antonio Soler (* 1956)
- José Carlos Somoza (* 1959)

## T
- Paco Ignacio Taibo I (1924–2008)
- Paco Ignacio Taibo II (* 1949)
- Javier Tomeo (1932–2013)
- Bartolomé Torres Naharro (1485–1530)
- David Trueba (* 1969)
- Esther Tusquets (1936–2012)
- Pablo Tusset (* 1965)

## U
- Francisco Umbral (1932–2007)
- Miguel de Unamuno (1864–1936)

## V
- Alfonso de Valdés (um 1490 – 1532)
- Juan de Valdés (um 1490 – 1541)
- Juan Valera (1824–1905)
- Ramón María del Valle-Inclán (1866–1936)
- Manuel Vázquez Montalbán (1939–2003)
- Lope de Vega (1562–1635)
- Juan Vélez de Guevara (1611–1675)
- Luis Vélez de Guevara (1579–1644)
- Manuel Vilas (* 1962)
- Francisco Villaespesa (1877–1936)
- Enrique de Villena (1384–1434)

## Z
- María Zambrano (1904–1991)
- María de Zayas (1590–1661)